# Kefilwe Mogawane
Kefilwe Mogawane (* 11. Oktober 1997) ist ein südafrikanischer Hürdenläufer, der sich auf die 400-Meter-Distanz spezialisiert hat.

## Sportliche Laufbahn
Erste Erfahrungen bei internationalen Meisterschaften sammelte Kefilwe Mogawane bei den U20-Weltmeisterschaften 2016 in Bydgoszcz, bei denen er im Hürdenlauf bis in das Halbfinale gelangte, dort sein Rennen aber nicht beenden konnte. 2019 nahm er mit der südafrikanischen 4-mal-400-Meter-Staffel an der Sommer-Universiade in Neapel teil und gewann dort in 3:03,23 min die Silbermedaille hinter dem Team aus Mexiko.

## Persönliche Bestzeiten
- 400 m Hürden: 49,91 s, 3. Juni 2017 in Pretoria